# Atmospheric Reentry Demonstrator
Atmospheric Reentry Demonstrator (ARD) – demonstracyjny statek kosmiczny wielkości 80% kapsuły Apollo, którego zadaniem był test nowych technologii związanych z powrotem pojazdu kosmicznego na Ziemię. Pojazd został zbudowany przez konsorcjum Aérospatiale na zlecenie Europejskiej Agencji Kosmicznej (ESA).
Wyniesiony 21 października 1998 roku przez rakietę Ariane 5G, autonomiczny lot na trajektorii balistycznej rozpoczął 12 minut po starcie na wysokości 216 km. Najwyższy pułap lotu ARD wynosił 830 kilometrów. Podczas wchodzenia w atmosferę osłona termiczna nagrzała się do 900 °C, jednak zachowała się w idealnym stanie. Po 1 godzinie i 41 minutach lotu pojazd wodował na Pacyfiku w odległości 4,9 kilometra od wyznaczonego punktu wodowania, pomiędzy Hawajami i Markizami.
ARD można obecnie podziwiać na wystawie w ośrodku ESTEC w Holandii. Wyniki badań posłużą prawdopodobnie do opracowania modyfikacji pojazdu ATV zdolnej powracać z ładunkiem na Ziemię. W lutym 2015 roku suborbitalny lot wykonał kolejny bezzałogowy pojazd ESA – IXV.